# Vektor Mini-SS
La Vektor Mini-SS est la version en 5,56 mm de la mitrailleuse sud-africaine Vektor SS-77.